# Французький бульвар
Францу́зький бульва́р (рос. Французский бульвар); колишні назви: Пролета́рський бульва́р (рос. Пролетарский бульвар), Малоарка́діївська доро́га (рос. Малоаркадиевская дорога), Малофонта́нська доро́га (рос. Малофонтанская дорога), Ху́торська доро́га (рос. Хуторская дорога)) — бульвар у Приморському районі міста Одеси і поєднує такі місцевості, як історичний центр Одеси, Малий Фонтан та Аркадія. З XIX століття Французький бульвар був місцем, де селилися найбагатші жителі Одеси, там знаходилося багато заміських будинків, паласів та особняків. Згодом, на цьому місці з'явилося багато підприємств, які виробляли майже усе, починаючи від цегли і закінчуючи вином. На Французькому бульварі знаходиться найстаріша в Україні кіностудія, Інститут очних хвороб і тканинної терапії імені В. Філатова НАМН України, деякі корпуси Одеського національного університету імені І. Мечникова, найстаріший в Україні завод із виготовлення шампанських вин, а також міський ботанічний сад ОНУ імені І. Мечникова.
Бульвар більше трьох кілометрів тягнеться вздовж чорноморського узбережжя з півночі на південь, починаючись перетином з вулицями Леонтовича та Італійським бульваром, а закінчується Трасою здоров'я. З непарної сторони бульвари, себто зі сторони, яка знаходиться ближче до моря, якщо рухатися на південь, на Французький бульвар виходять такі вулиця Гулого-Гуленка та провулки Шпитальний, Удільний, Спортивний, Каркашадзе, Дунаєва, Кренкеля, Санаторний, Шампанський, а також вулиця Верещагіна. А якщо йти парною стороною також на південь, то Французьким бульваром закінчуються вулиці Пироговська, Семінарська, проспект Лесі Українки, вулиця Довженка, Шампанський провулок, проходить наскрізь вулицею, а також Академічна.

## Історія
На плані міста він з 1814 року. Нинішній Французький бульвар в ті часи Хуторською дорогою. Згодом, коли у місті почалося освоєння приморських артезіанських вод ця вулиця почала спочатку називатися Малофонтанською дорогою, що було пов'язано із місцевістю Малий Фонтан, а згодом Малоаркадіївською дорогою, відповідно до назви місцевості Аркадія. Довгий час Малоаркадіївська дорога була майже недоглянута й не замощена. Вона була не пропорційна, в одних місцях звужуючись, а в інших розширюючись й повертала то в один, то в інший бік. Ця вулиця майже від своєї появи стала місцем знаходження великих палаців та особняків й була місцем життя найбагатших людей Одеси. Так у різні часи тут жили власники заводів, домів та пароплавів, банкіри, мельники, торговці: власник «Кафе Фанконі», Ф. К. Скведер, власник авіазаводу Артур Анатра, власник місцевих бань С. Ісакович, міський голова Григорій Маразлі, купець Феодор Родоканакі, великий землевласник, барон Михайло Рено тощо. Будинки будували як маловідомі одеські архітектори, так і найкращі, такі, Пауль Клейн, Юрій Дмитренко, Микола Толвінський, Адольф Мінкус, Федір Троуп'янський тощо. На той час багато помешкань на Малоаркадіївській дорозі надавались у оренду відпочиваючим або для постійного помкшкання, адже знаходилися на той час поза межами міста, як такого і були розташовані неподалік узбережжя. 1820 року французький ботанік Карл Десмет заснував Ботанічний сад. Окрім розведення екзотичних рослин там влаштовувалися бали, народні гуляння, кінні перегони, ігри у теніс, бали а на початку 1830-х років місцеві мешканці там запускали повітряну кулю. На місці сучасного Інституту очних хвороб і тканинної терапії імені В. Філатова у той же час було футбольне поле місцевого «Спортінг-Клубу», який грав тоді в Одеській футбольній лізі.
У другій половині XIX століття Малофонтанська дорога перетворилася на місце, де знаходилося багато виробничих підприємств. Так у 1870-х роках на вулиці знаходився цегляний завод, який належав місцевим підприємцям Єфруссі, Рабиновичу та Тработті. Саме на честь нього нинішній провулок Каркашадзе було названо Цегляним. Окрім того, існували також «Гамбурзька парова фабрика свинцевих беліл, сухих і твердих на олії фарб» Берга, пісчепаперова фабрика Пітанс'є, меблева і паркетна фабрика Марклінга, завод сухої гірчиці Міллера, завод газованої та фруктової води Старця, хімічний завод, який належав фірмі «Лангрен і Ко», а також Товариство хімічних продуктів тощо.
Великий внесок у розвиток саме цієї вулиці зробив місцевий інженер Василь Іванович Зуєв, який, ставши міським інженером 1894 року, зайнявся реконструкцією Малофонтанської дороги. Згідно його проекту були побудовані тротуари і мостова, що було вкрита гудроном, згодом заміненим на бруківку, а також було закладено полотно для електричного трамваю, яким планувалося змінити конку. Деякі з місцевих землевласників щиро віддавали частину своїх угідь, для побудови дороги, як Ф. К. Скведер, або С. Ісакович тощо. Однак деякі з місцевих багатіїв як, наприклад, Григорій Маразлі, відмовилися віддавати частину своєї землі, тому вулиця й досі має декілька поворотів. 1901 року після візиту російського імператора Миколи II у Францію, у ході якого було розпочало військовий союз двох країн, в Одеські думі було багацько дебатів з приводу ідеї перейменування Малоаркадіївської дороги. Однак, все ж, вулицю було перейменовано у Французький бульвар, а 25 квітня 1902 року про це повідомила французького посла, Гюстав Луї Ланн, маркіза де Монтебелло. Згодом в Одесі було запущено електричний трамвай, одна з перших ліній якого проходила саме Французьким бульваром з центру в Аркадію.

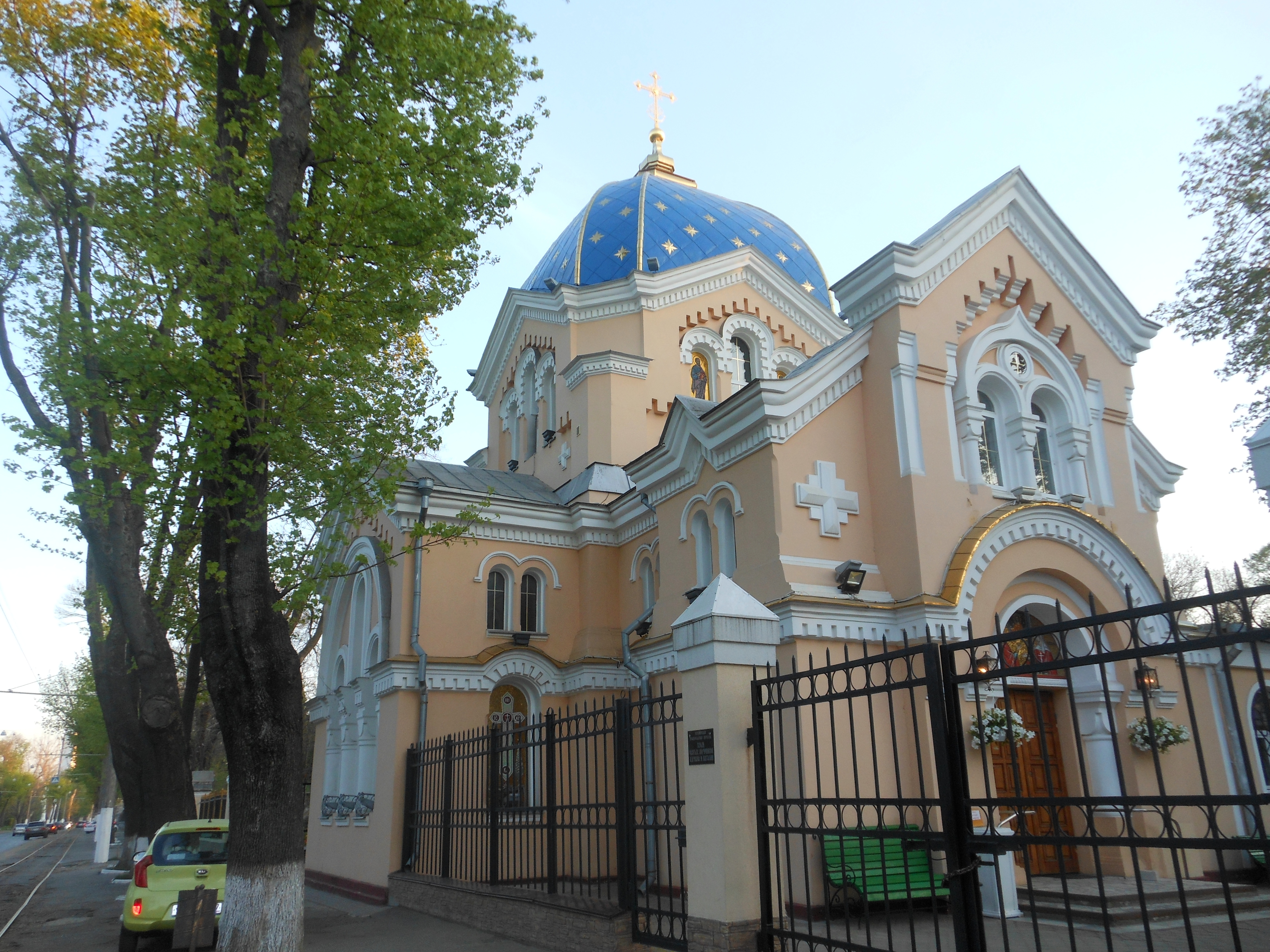
Церква Адріана і Наталії, бул. Французький, 46

Після Жовтневого перевороту та громадянської війни усі багатії, які жили на Французькому бульварі й в усій країні або поїхали закордон, або були вбиті, або ж розкуркулені. На місці їх маєтків було засновано санаторії та місця відпочинку. Так з'явилися санаторії Аркадія, Україна, Росія, імені Чкалова тощо. За радянських часів Французький бульвар було перейменовано на Пролетарський. 1938 року на Французькому бульварі було відкрито Інститут експериментальної офтальмології (нині Інститут очних хвороб і тканинної терапії імені В. П. Філатова Національної академії медичних наук України). Засновник цього закладу, Володимир Філатов, був доволі релігійною людиною, тому піклувався за храмом святих мучеників Адріана та Наталії, який, попри радянську владу знаходиться на Французькому бульварі дотепер.

## Пам'ятки історії та архітектури
| Зображення | Найменування пам'ятки                                  | Дата спорудження / відбудови | Адреса                  | Архітектор                                                             | Рішення обласного виконавчого комітету                      | Охоронний номер |
| ---------- | ------------------------------------------------------ | ---------------------------- | ----------------------- | ---------------------------------------------------------------------- | ----------------------------------------------------------- | --------------- |
|            | Мавританська арка                                      | Початок XX століття          | Французький бул., 17    | Вільгельм Шмідт                                                        | № 580 від 27 грудня 1991 року                               | 62-Од           |
|            | Ботанічний сад і два корпуси                           | кінець XIX століття          | Французький бул., 48—50 |                                                                        | № 580 від 27 грудня 1991 року                               | 63-Од           |
|            | Будівля інституту очних хвороб                         | 1939                         | Французький бул., 49—51 | М. Кац, Л. Кордонський, М. Шліфер, Н. А. Шаповаленко, Ж. М. Грушевська | № 480 від 15 серпня 1985 року № 381 від 27 липня 1971 року  | 64-Од           |
|            | Будівля санаторію "Одеса" (колишній ім. Дзержинського) | 1920-ті                      | Французький бул., 52    |                                                                        | № 480 від 15 серпня 1985 року № 652 від 25 грудня 1984 року | 65-Од           |

## Французький бульвар у мистецтві
Юрій Олеша якось писав:
|               | В Одесі є довга, в кілька кілометрів вулиця, що йде уздовж моря. Вона називалася Французьким бульваром. По обидва боки її стояли вілли... Оригінальний текст (рос.) В Одессе есть длинная, в несколько километров улица, идущая вдоль моря. Она называлась Французским бульваром. По обеим сторонам ее стояли виллы… |
| — Юрій Олеша, | |